# Saint-Denis-de-Méré
Saint-Denis-de-Méré è un comune francese di 850 abitanti situato nel dipartimento del Calvados nella regione della Normandia.
Il suo territorio è bagnato dalle acque del fiume Noireau.

## Società

### Evoluzione demografica
Abitanti censiti